# Szent Mihály és Gábriel arkangyalok fatemplom (Hidalmás)
A hidalmási Szent Mihály és Gábriel arkangyalok fatemplom műemlékké nyilvánított épület Romániában, Szilágy megyében. A romániai műemlékek jegyzékében az  SJ-II-m-A-05058 sorszámon szerepel.